# Julia Schlub
Julia Schlub (* 22. März 1989) ist eine ehemalige Schweizer Unihockeyspielerin.

## Karriere

### Verein
Schlub spielte bis 2018 beim UHC Trimbach und wechselte anschliessend zum Nationalliga-A-Verein UH Red Lions Frauenfeld, wo sie nach zwei Saisons ihrer Karriere beendete.

### Nationalmannschaft
2018 debütierte Schlub für die österreichische Nationalmannschaft und nahm ein Jahr später mit ihr an der Qualifikation für die Weltmeisterschaft teil. Sie konnte sich mit dem Aussenseiter nicht für die Weltmeisterschaft qualifizieren.